# Metagrion sponsus
Metagrion sponsus – gatunek ważki z rodziny Argiolestidae.
Owad ten jest endemitem Nowej Gwinei; jak dotąd stwierdzono go tylko w indonezyjskiej części wyspy.